# Claudia Belk
Claudia Belk (nacida Claudia Erwin Watkins; 10 de julio de 1937-8 de febrero de 2017) fue una jueza, abogada y filántropa estadounidense. Fue una mujer prominente en la ley de Carolina del Norte y la esposa de John M. Belk, alcalde de Charlotte durante cuatro períodos. 

## Primeros años
Claudia Erwin Watkins nació en Durham, Carolina del Norte, el 10 de julio de 1937, hija de un mayorista de tabaco llamado Warren Byers Watkins. Fue a la Universidad Hollins, que en ese momento se conocía como Hollins College, estudiando en París. Fue una de las dos únicas mujeres que se graduaron de la Escuela de Derecho de la Universidad de Carolina del Norte en Chapel Hill en 1963.

## Carrera profesional
Después de graduarse de la escuela de derecho, Belk abrió su propio bufete de abogados. En 1968, se desempeñó como asistente del secretario del Tribunal Superior del condado de Mecklenburg. Belk fue reconocida en retrospectiva por la escasez de mujeres que ejercían la abogacía en ese momento. También se convirtió en una de las primeras mujeres elegidas para un cargo público en el condado cuando ganó una elección para juez de distrito en 1968. Belk le dijo a un entrevistador que tenía algunas dificultades como «la única jueza de Mecklenburg», como que la llamaran «Miss Judge» («señorita juez»), «Honey» («cariño») o «Sir» («señor»), además de tener que «acortar y 'adelgazar'" su bata». Belk también rechazó la idea de que, como mujer, sería demasiado emocional para tomar decisiones en su tribunal doméstico y juvenil, y señaló que fue educada para el trabajo. Belk comentó que «no era gran cosa» y que no quería comprometer su feminidad por el trabajo.
En 2000, se anunció que el edificio de seguridad pública en Central Piedmont Community College pasaría a llamarse «Claudia Watkins Belk Center for Justice». Belk formaba parte de la junta directiva de la universidad y la Fundación Belk había donado 500 000 dólares a la universidad. Las clases en el edificio capacitan a los estudiantes para que se conviertan en bomberos y policías, entre otras profesiones.
En 2014, la familia Belk hizo una donación al hospital Novant Health, apoyando la construcción del «Instituto Vascular y Cardíaco John M. y Claudia W. Belk».

## Vida personal
En 1968, Watkins conoció a John M. Belk, conocido como «el soltero más elegible de Charlotte», en una recepción para el Club de Mujeres Demócratas. John era el director ejecutivo de la cadena de grandes almacenes Belk en ese momento. Fue elegido alcalde de esa ciudad al año siguiente. La pareja atrajo la atención de los medios cuando se casaron en 1971, y la boda se informó como «la comidilla de la ciudad». La sobrina de John comentó que «fue como una pareja hecha para la televisión: una hermosa jueza de la corte de distrito se casa con el alcalde de la ciudad». La pareja tuvo una hija, llamada Mary Claudia, que vendió 693 cajas de Girl Scout Cookies cuando Claudia la llevó a una fiesta del Club de Mujeres Demócratas.
Claudia Belk falleció el 8 de febrero de 2017.